# فيكتور باتساييف

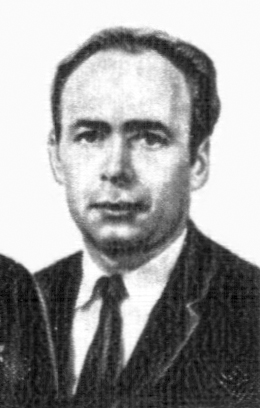
فيكتور باتساييف

فيكتور إيفانوفيتش باتساييف (بالإنجليزية: Viktor Ivanovich Patsayev). رائد فضاء وطيار من الاتحاد السوفيتي (19 يونيو 1933 - 29 يونيو 1971). شارك في مهمة سويوز 11 مع جورجي دوبروفولسكي وفلاديسلاف فولكوف، وتوفي الثلاثة أثناء عودتهم للأرض. يعتبر أول إنسان يشغل تلسكوبًا خارج الغلاف الجوي للأرض، وقد حظي بالتكريم بعد وفاته.

## مهمة سويوز 11
تعتبر مهمة سويوز 11 هي مهمة الفضاء المأهولة الوحيدة التي التحمت بأول فضاء في العالم (ساليوت 1) لكنهم لم يتمكنوا من دخولها بسبب مشاكل تقنية. وصل الطاقم المكون من جورجي دوبروفولسكي وفلاديسلاف فولكوف وفيكتور باتساييف، إلى المحطة الفضائية في 7 يونيو 1971 وغادروا في 29 يونيو 1971، لكن مهمتهم انتهت على نحو كارثي عندما انخفض ضغط الكبسولة أثناء الاستعداد للدخول في الغلاف الجوي، ما أسفر عن مقتل الطاقم بأكمله. يعتبر رواد فضاء سويوز 11 البشر الوحيدون الذين توفوا في الفضاء.
بعد فتح الكبسولة على الأرض تبين وجود حروق على يدي باتساييف، ما يشير إلى أنه حاول إغلاق التسرب بيديه قبل أن يفقد الوعي ثم يموت.

## قراءات إضافية
نشرت تفاصيل حياة باتساييف وعمله في مجال الفضاء في كتاب صدر في عام 2003 لكولين بورغيس (رواد الفضاء الساقطون: الأبطال الذين ماتوا في سبيل الوصول إلى القمر).

## التكريم
حصل فيكتور باتساييف بعد وفاته على الألقاب والتكريمات التالية:
- بطل الاتحاد السوفيتي.
- وسام لينين.
- رائد فضاء اتحاد الجمهوريات السوفيتية.
- سميت باسمه الحفرة القمرية باتساييف.
- سمي باسمه كوكب باتساييف 1791.
- نقش اسمه على اللوحة التذكارية التي وضعها رواد فضاء مهمة أبولو 15 على القمر.

## اقرأ أيضًا
- فلاديسلاف فولكوف.
- جيورجي دوبروفولسكي.
- سايوز 11.
- رائد الفضاء الفقيد.